# Georg Kreisler
Georg Franz Kreisler (18. července 1922 Vídeň – 22. listopadu 2011 Salcburk) byl všestranný slovesný, hudební a divadelní umělec.

## Biografie
Georg Kreisler pocházel z rakouské židovské rodiny. V roce 1938 emigroval do Spojených států amerických, kde mu bylo v roce 1943 uděleno americké občanství. Po návratu do Evropy v roce 1955 pak žil a postupně pracoval ve všech německy mluvících zemích (Vídeň, Berlín, Mnichov, Basilej, Salcburk).
Kromě více než 500 písní napsal několik románů a řadu monologů, skečů a básní; jeho vlastní vystoupení se nejvíce blížila kabaretu, byl však také autorem několika oper a divadelních her. Pro svůj výrazný rukopis, svérázný projev a nepoddajnost je považován za jednoho z nejvýznamnějších kabaretních umělců vůbec.
| „ | Umění je s to učinit náš svět pochopitelnějším, a to je velkolepé zjištění. Vysvětluje vlastně celý můj život. | “ |